# Один цент (США)
Один цент США (у просторіччі «пенні», за аналогією з розмінною монетою Великої Британії) — монети США номіналом в 1 цент, карбувалися з 1793 року по сьогоднішній день. Мають безліч різновидів. З 2010 року випускається цент зі щитом на реверсі.

## Історія

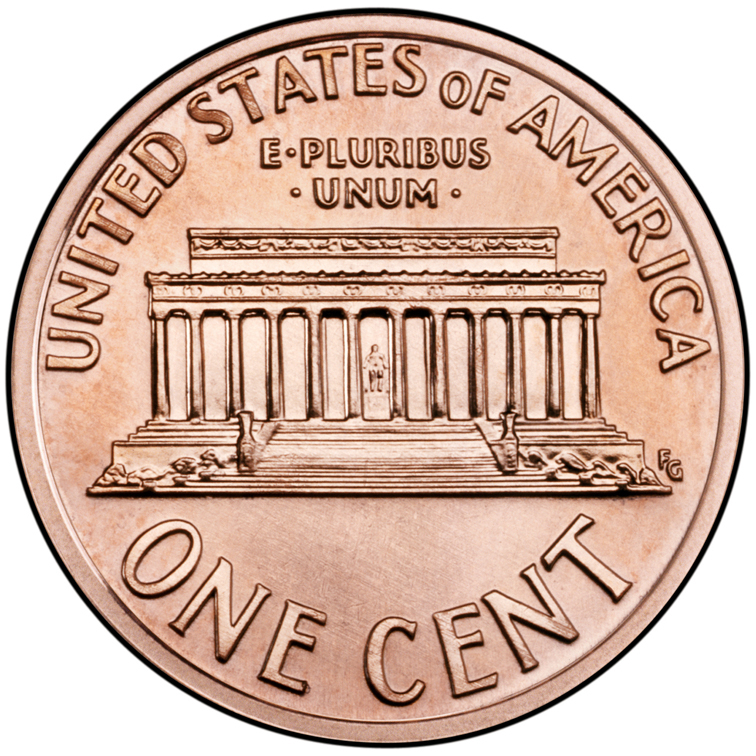
Реверс монети 1959—2008 років випуску

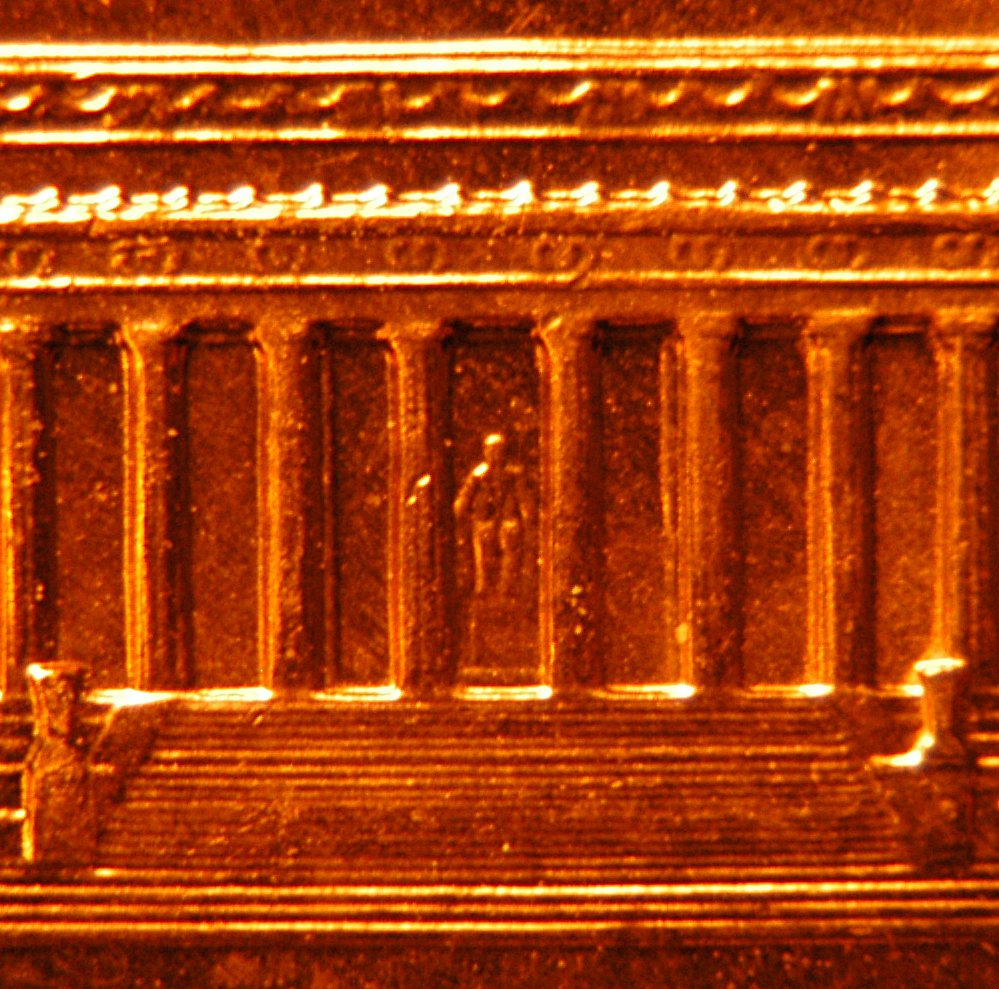
Статуя Лінкольна між колонами мавзолею

У 1959 році, на 150-річчя з дня народження Лінкольна, дизайн реверса був видозмінений. Замість колосків пшениці на монету було вміщено зображення меморіалу Лінкольна. На збережених примірниках між колонами можна розрізнити зображення статуї 16-го американського президента. Даний тип монети карбувався багатомільярдними тиражами аж до 2008 року.
Чергова кругла дата (200 років від дня народження) була відзначена карбуванням 4 монет, які символізували періоди життя Авраама Лінкольна.

Будиночок, в якому народився Лінкольн Будиночок, в якому народився Лінкольн
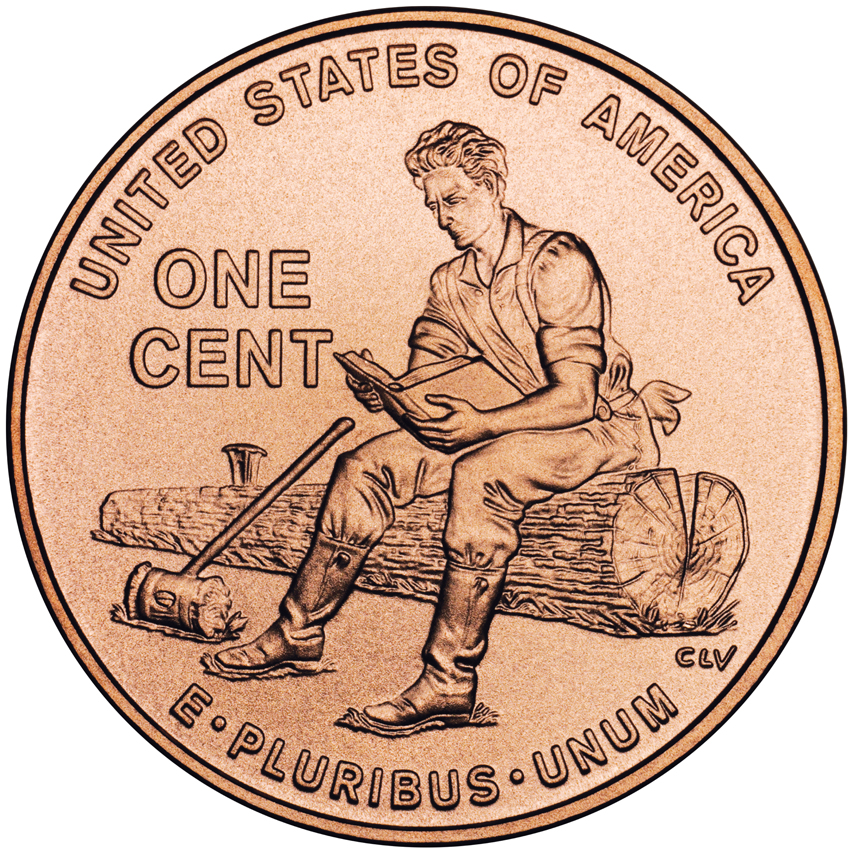
Юність Лінкольна
Кар'єра юриста Кар'єра юриста
Період президентства. Під час президентства Лінкольна була зроблена перебудова Капітоля, який і зображений на монеті Період президентства. Під час президентства Лінкольна була зроблена перебудова Капітоля, який і зображений на монеті

У різні роки метал, з якого випускали монети, змінювався. З 1959 по 1962 монета випускалася з бронзи (95 % мідь, 5 % олово/цинк), з 1963 по 1982 — з латуні (95 % мідь, 5 % цинк). З 1982 року монета на 97,5 % складається з цинку, покритого міддю.
В останні роки внаслідок подорожчання ринкової вартості металів склалася ситуація, коли внутрішня вартість монети (вартість металу з якого вона виготовлена) перевищує її номінальну. У США навіть введена кримінальна відповідальність за переплавлення монет з метою отримання прибутку.
У 2010 році дизайн монети був видозмінений — на реверсі зображений щит з 13 вертикальними смугами, що символізує державну і національну єдність.
Пшеничні центи карбувалися на 3 монетних дворах. Про походження монети з того чи іншого монетного двору свідчить невелика буква на аверсі знизу від року:
- Відсутня — монетний двір Філадельфії, Пенсільванія
- D — монетний двір Денвера, Колорадо
- S — монетний двір Сан-Франциско, Каліфорнія

## Типи одноцентових монет
Перша одноцентова монета, так званий фугіо-цент, був викарбуваний через кілька років після революції, але він ще не мав на собі державних символів.
Одноцентові монети в США з символікою держави карбуються з 1793 року. Існує кілька монетних типів, які на даний момент хоч і є законним платіжним засобом, але в побуті не циркулюють:
- Великий цент, що мав кілька різновидів (Перші одноцентові монети США (1793—1807), Цент із зображенням Свободи в класичному стилі (1808—1814), Цент із зображенням Свободи в діадемі (1816—1857))
- Цент з летючим орлом (1856—1858)
- Один цент (Голова індіанця) (1859—1909)
- Один цент (Лінкольн) (1909-до сьогодні)

## Витрати на карбування монет
У 2023 фіскальному році на карбування монет 4,5 мільярда пенні витратили 179 мільйонів доларів. Також зазначено що вартість карбування монети номіналом 1 цент зростає на постійній основі, оскільки дорожчають метали, з яких їх виготовляють, а це переважно мідь та цинк.
Згідно з річним звітом Монетного двору США за 2024 рік виготовлення та розповсюдження монети номіналом в один цент обходиться в 3,69 цента.

## Заборона карбування
10.02.2025 року Президент США Дональд Трамп розпорядився припинити карбувати монети номіналом один цент через непотрібні витрати в бюджеті.